# Миркина, Анна
Анна Миркина (Аня Миркин, англ. Anna Mirkin, ивр. אנה מירקין‎; 18 марта 1987, Днепропетровск — 4 июня 2016, Израиль)  — израильская тхэквондистка и модель.

## Биография
С первого класса, в возрасте семи лет, начала заниматься бальными танцами. После репатриации в Израиль (в 14 лет) в школе по изучению иврита (ульпан) решила заниматься тхэквондо. Уже через месяц тренировок Миркину поставили на небольшое соревнование, на котором она заняла первое место. Многократная чемпионка Израиля по тхэквондо, выступала в весовой категории до 53 килограммов. Также Анна Миркина стала фотомоделью.
Участвовала в 44 зарегистрированных боёв, из них в 22 выиграла. В 2007 году завоевала золото на чемпионате A-Class в Австрии. В 2008 году выиграла золото на чемпионате A-Class в Треллеборге, Швеция. В апреле 2008 года завоевала бронзу чемпионата Европы в Риме (весовая категория до 51 кг). В ноябре 2008 года завоевала серебро чемпионата Франции по тхэквондо (весовая категория до 49 кг). В декабре 2008 года завоевала бронзу кубка Европы в Москве (в категории до 51 кг). В феврале 2009 года заняла пятое место в Открытом чемпионате США (весовая категория до 55 кг). В декабре 2009 года стала чемпионкой Израиля по тхэквондо (весовая категория до 49 кг). В 2010 года вновь стала чемпионкой Израиля по тхэквондо, одолев Сапир Цабари (весовая категория до 53 кг).
Скончалась 4 июня 2016 года от сердечного приступа.